# Grupo abeliano

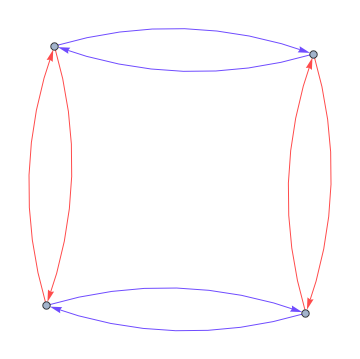
Grupo abeliano (2,2)

En matemáticas, un grupo abeliano o grupo conmutativo es un grupo en el cual la operación interna satisface la propiedad conmutativa, esto es, que el resultado de la operación es independiente del orden de los argumentos. De manera más formal, un grupo {\displaystyle (G,\circ )} es abeliano cuando, además de los axiomas de grupo, se satisface la siguiente condición 
{\displaystyle g\circ h=h\circ g}, para cualquier par de elementos {\displaystyle g,h\in G}.
Los grupos abelianos son así llamados en honor al matemático noruego Niels Henrik Abel, quien utilizó estos grupos en el estudio de las ecuaciones algebraicas que pueden resolverse por radicales. Los grupos que no son conmutativos se denominan no abelianos o no conmutativos.
Los grupos abelianos son la base sobre la que se construyen estructuras algebraicas más complejas como los anillos y cuerpos, los espacios vectoriales o los módulos. En teoría de categorías, los grupos abelianos son el objeto de estudio de la categoría Ab.

## Definición
Un grupo abeliano es un conjunto {\displaystyle A}, junto con una operación {\displaystyle \cdot } que combina dos elementos cualesquiera {\displaystyle a} y {\displaystyle b} de {\displaystyle A} para formar otro elemento de {\displaystyle A,} denotado {\displaystyle a\cdot b}. El símbolo {\displaystyle \cdot } es un marcador de posición general para una operación concreta. Para calificar como grupo abeliano, el conjunto y la operación, {\displaystyle (A,\cdot )}, deben satisfacer cuatro requisitos conocidos como los axiomas de grupo abeliano (algunos autores incluyen en los axiomas algunas propiedades que pertenecen a la definición de una operación: A saber, que la operación esté definida para cualquier par ordenado de elementos de A, que el resultado sea Bien definido, y que el resultado pertenezca a A):
AsociatividadPara todo {\displaystyle a}, {\displaystyle b}, y {\displaystyle c} en {\displaystyle A}, se cumple la ecuación {\displaystyle (a\cdot b)\cdot c=a\cdot (b\cdot c)}.
Elemento de identidadExiste un elemento {\displaystyle e} en {\displaystyle A}, tal que para todos los elementos {\displaystyle a} en {\displaystyle A}, se cumple la ecuación {\displaystyle e\cdot a=a\cdot e=a}.
Elemento inversoPara cada {\displaystyle a} en {\displaystyle A} existe un elemento {\displaystyle b} en {\displaystyle A} tal que {\displaystyle a\cdot b=b\cdot a=e}, donde {\displaystyle e} es el elemento identidad.
ConmutatividadPara todo {\displaystyle a}, {\displaystyle b} en {\displaystyle A}, {\displaystyle a\cdot b=b\cdot a}.
Un grupo en el que la operación de grupo no es conmutativa se denomina "grupo no abeliano" o "grupo no conmutativo".: 11 

## Notación
Hay dos notaciones principales para los grupos abelianos: aditiva y multiplicativa, descritas a continuación.
| Notación       | Operación                                | Elemento neutro | Potencias             | Elementos inversos                                    | Suma directa / Producto directo |
| -------------- | ---------------------------------------- | --------------- | --------------------- | ----------------------------------------------------- | ------------------------------- |
| Adición        | {\displaystyle a+b}                      | 0               | {\displaystyle na}    | {\displaystyle -a}                                    | {\displaystyle G\oplus H}       |
| Multiplicación | {\displaystyle a*b} o {\displaystyle ab} | e o 1           | {\displaystyle a^{n}} | {\displaystyle a^{-1}}o{\displaystyle {\frac {1}{a}}} | {\displaystyle G\times H}       |

La notación multiplicativa es la notación usual en teoría de grupos, mientras que la aditiva es la notación usual en el estudio de anillos,   módulos y espacios vectoriales, en los que hay una segunda operación. Es corriente también usar la notación aditiva cuando se trabaja sólo con grupos abelianos, como en el caso del álgebra homológica.

### Tabla de multiplicación
Para verificar que un grupo finito es abeliano, se puede construir una tabla (matriz) -conocida como tabla de Cayley- de manera similar a una  tabla de multiplicación.: 10  Si el grupo es {\displaystyle G=\{g_{1}=e,g_{2},\cdots ,g_{n}\}} bajo la operación {\displaystyle \cdot }, la {\displaystyle (i,j)}-ésima entrada de esta tabla contiene el producto {\displaystyle g_{i}\cdot g_{j}}.
El grupo es abeliano si y sólo si esta tabla es simétrica respecto a la diagonal principal. Esto es cierto ya que el grupo es abeliano si y sólo si {\displaystyle g_{i}\cdot g_{j}=g_{j}\cdot g_{i}} para todo {\displaystyle i,j=1,...,n}, que es si la entrada {\displaystyle (i,j)} de la tabla es igual a la entrada {\displaystyle (j,i)} para todo {\displaystyle i,j=1,...,n}, es decir, la tabla es simétrica respecto a la diagonal principal.

## Ejemplos
Todo grupo cíclico {\displaystyle G=\langle a\rangle } es abeliano, pues dos elementos cualesquiera {\displaystyle x,y\in G} se pueden expresar como potencias {\displaystyle x=a^{m},\ y=a^{n}} para ciertos enteros m y n. En consecuencia
{\displaystyle xy=a^{m}\ a^{n}=a^{m+n}=a^{n+m}=a^{n}\ a^{m}=yx}.
En particular, el grupo aditivo de los enteros {\displaystyle \mathbb {Z} } es abeliano, al igual que el grupo de enteros módulo n, {\displaystyle \mathbb {Z} _{n}}.
Los números racionales, los reales, los complejos y los cuaterniones son cada uno de ellos un grupo abeliano bajo la adición. También lo son bajo la multiplicación (excluyendo el cero de cada uno de estos conjuntos) exceptuando a los cuaterniones, que son un ejemplo notable de cuerpo no conmutativo. En general, todo anillo es un grupo abeliano con respecto a su adición. Si además es un anillo conmutativo, los elementos invertibles también forman un grupo abeliano bajo la multiplicación.
Dado un grupo {\displaystyle G} arbitrario, es posible construir la abelianización de {\displaystyle G}, que es el cociente de {\displaystyle G} por su subgrupo conmutador: {\displaystyle G/[G,G]}.  Este grupo es abeliano, y tiene la propiedad de que si dado cualquier otro subgrupo normal {\displaystyle N}, el cociente {\displaystyle G/N} es abeliano, entonces {\displaystyle [G,G]\subset N}.
Todo grupo {\displaystyle G} contiene un subgrupo abeliano llamado centro del grupo, que está formado por los elementos que conmutan con cualquier otro del grupo.

## Observaciones históricas
Camille Jordan dio el nombre de grupos abelianos tomados del  matemático noruego Niels Henrik Abel, ya que Abel había encontrado que la conmutatividad del grupo de un polinomio implica que las raíces del polinomio pueden ser calculadas mediante radicales.: 144–145 

## Propiedades
- Si n es un número natural y x un elemento de un grupo abeliano G (con notación aditiva), se puede definir nx = x + x +... + x (n sumandos), y (−n)x = −(nx), con lo que G se vuelve un módulo sobre el anillo Z de los enteros. De hecho, los módulos sobre Z no son otros que los grupos abelianos.
- Si f, g: G → H son dos homomorfismos entre grupos abelianos, su suma (definida por (f + g)(x) = f(x) + g(x)) es también un homomorfismo; esto no se cumple en general para grupos no abelianos. Con esta operación, el conjunto de homomorfismos entre G y H se vuelve, entonces, un grupo abeliano en sí mismo.
- Todo subgrupo de un grupo abeliano es normal, y por lo tanto, para todo subgrupo hay un grupo cociente. Subgrupos, grupos cocientes, y sumas directas de grupos abelianos son también abelianos.

## Clasificación de los grupos abelianos finitamente generados
Se dice que un grupo está finitamente generado si existe un conjunto generador del grupo que es finito. Todo grupo finito está finitamente generado, puesto que el propio grupo es un conjunto generador de sí mismo. Los grupos abelianos finitos y finitamente generados están totalmente clasificados por el llamado teorema de estructura, del que existen varias versiones. Según este teorema, todo grupo abeliano finitamente generado es la suma directa de grupos cíclicos, los cuales pueden ser de dos tipos:
- el grupo cíclico infinito, caracterizado por los números enteros bajo la adición, {\displaystyle \mathbb {Z} }.
- grupos cíclicos finitos, caracterizado por los enteros módulo n bajo la suma módulo n, {\displaystyle \mathbb {Z} _{n}}.

### Grupos abelianos finitos
Resulta de interés estudiar primero el caso de grupos finitos, pues este resultado se aplica directamente al caso general. El teorema de estructura en el caso finito afirma lo siguiente:
| Teorema de estructura para grupos abelianos finitos Todo grupo abeliano finito {\displaystyle G} es isomorfo a {\displaystyle \mathbb {Z} _{d_{1}}\oplus \ldots \oplus \mathbb {Z} _{d_{t}}}, donde {\displaystyle d_{1},\ldots ,d_{t}} son enteros mayores que 1 que verifican {\displaystyle d_{i}\|d_{i+1},\ \forall i=1,\ldots ,t-1}. |

Los números {\displaystyle d_{1},\ldots ,d_{t}} se denominan coeficientes de torsión de {\displaystyle G}, y son invariantes del grupo. En particular, el orden de {\displaystyle G} es igual al producto {\displaystyle d_{1}\ldots d_{t}}. Se dice que un elemento {\displaystyle g} de un grupo es un elemento de torsión si su orden es finito. Análogamente, se dice que un grupo en el cual todos los elementos son de torsión es un grupo de torsión. Naturalmente, todos los grupos finitos son de torsión.
Este teorema se deduce del siguiente resultado, utilizando que {\displaystyle \mathbb {Z} _{m}\oplus \mathbb {Z} _{n}} es isomorfo a {\displaystyle \mathbb {Z} _{nm}} cuando n y m son coprimos:
| Teorema de descomposición primaria de grupos abelianos Todo grupo abeliano finito G es isomorfo a {\displaystyle \mathbb {Z} _{p_{1}^{k_{1}}}\oplus \ldots \oplus \mathbb {Z} _{p_{r}^{k_{r}}}}, donde {\displaystyle p_{1},\ldots ,p_{r}} son números primos (no necesariamente distintos) y {\displaystyle k_{1},\ldots ,k_{r}\in \mathbb {N} }. Los enteros {\displaystyle p_{1}^{k_{1}},\ldots ,p_{r}^{k_{r}}} son únicos salvo por el orden. |

Los siguientes ejemplos ilustran la forma de aplicar el teorema de estructura, a partir de los factores primos del orden del grupo:
- Salvo isomorfismo existen cinco grupos abelianos con 16 elementos. Partiendo de que {\displaystyle 16=2^{4}}, las posibles elecciones para los coeficientes de torsión son {\displaystyle (16),(2\times 8),(2\times 2\times 4),(2\times 2\times 2\times 2){\mbox{ y }}(4\times 4)}. En consecuencia, un grupo abeliano de 16 elementos es isomorfo a uno y sólo uno de los siguientes:

{\displaystyle \mathbb {Z} _{16},\quad \mathbb {Z} _{2}\oplus \mathbb {Z} _{8},\quad \mathbb {Z} _{2}\oplus \mathbb {Z} _{2}\oplus \mathbb {Z} _{4},\quad \mathbb {Z} _{2}\oplus \mathbb {Z} _{2}\oplus \mathbb {Z} _{2}\oplus \mathbb {Z} _{2},\quad \mathbb {Z} _{4}\oplus \mathbb {Z} _{4}}.
- Todo grupo abeliano de orden 30 es isomorfo al grupo cíclico {\displaystyle \mathbb {Z} _{30}\simeq \mathbb {Z} _{5}\oplus \mathbb {Z} _{3}\oplus \mathbb {Z} _{2}}. Esto se debe a que no hay  forma de descomponer 30 como producto de dos números mayores de 1 tales que uno sea divisor del otro.

### Grupos abelianos finitamente generados
El conjunto de los elementos de torsión de un grupo arbitrario forman un subgrupo que se denomina subgrupo de torsión, y se denota como {\displaystyle \tau (G)}. Si el único elemento de torsión es la identidad, entonces se dice que el grupo está libre de torsión. En tal caso, todo elemento distinto de la identidad es de orden infinito. El siguiente resultado indica la manera en que se puede descomponer un grupo abeliano en dos partes: una de torsión y una libre de torsión:
| Para todo grupo {\displaystyle G} abeliano, el cociente {\displaystyle G/\tau (G)} está libre de torsión. |

Si el grupo abeliano {\displaystyle G} está finitamente generado entonces su subgrupo de torsión está también finitamente generado, y de hecho es finito. Por tanto puede ser clasificado conforme al apartado anterior. Además {\displaystyle G=\tau (G)\oplus F}, donde {\displaystyle F} es un grupo abeliano finitamente generado y libre de torsión. El siguiente resultado nos permite caracterizar este grupo {\displaystyle F}:
| Todo grupo abeliano finitamente generado y libre de torsión es un grupo abeliano libre. |

Un grupo abeliano finitamente generado {\displaystyle G} es un grupo abeliano libre si es isomorfo al producto directo {\displaystyle \mathbb {Z} ^{n}}, para cierto entero positivo {\displaystyle n}, denominado rango de {\displaystyle G}. En consecuencia 
| Teorema de estructura para grupos abelianos finitamente generados Todo grupo abeliano finitamente generado {\displaystyle G} es la suma directa de grupos cíclicos finitos e infinitos, y el número de sumandos de cada clase depende únicamente de {\displaystyle G}. |

En resumen, todo grupo abeliano finitamente generado es isomorfo a la suma directa
{\displaystyle \mathbb {Z} \oplus ...\oplus \mathbb {Z} \oplus \mathbb {Z} _{d_{1}}\oplus ...\oplus \mathbb {Z} _{d_{t}}}
donde el número de factores {\displaystyle \mathbb {Z} } es el rango y los números {\displaystyle d_{1},\ldots ,d_{t}} son los coeficientes de torsión de {\displaystyle G}, que verifican que {\displaystyle d_{i}|d_{i+1},\ \forall i=1,\ldots ,t-1}.